# Tchaj-pao
Tchaj-pao (znaky: 太保; pchin-jin: Tài bǎo; tchajwansky: Thài-pó) je město v Čínské republice, leží v jihozápadní části ostrova Tchaj-wan. Ve správním systému Čínské republiky je hlavním městem okresu Ťia-i. Rozkládá se na ploše 66,90 km² a má 35 219 obyvatel (únor 2007).
Město je napojeno na trať Tchajwanské rychlodráhy (台灣高速鐵路) – ve městě se nachází stanice Ťia-i.
V roce 2015 zde byla otevřena pobočka Národního palácového muzea, která vystavuje artefakty z různých asijských civilizací.